# Língua nayi
A língua Nayi (também chamada "Nao") é uma das línguas omóticas da família das línguas afro-asiáticas falada no oeste da Etiópia. O Censo etíope de 2007 listou 7.188 falantes; o de 1998 indicava 3.656 falantes, dos quais 1.137 eram monolíngües em Nayi.

## Falantes
A maioria dos falantes vive em duas áreas separadas. O agrupamento maior  de falantes vive na Woreda de Decha da Zona de Keficho Shekicho , cuja cidade mais próxima é Bonga.  Um grupo menor na vila de Dulkuma da Woreda  Shoa Bench woreda, alguns na Woreda de Sheko que para essa região foram entre 1976 e 77 em conseqüência dos conflitos entre os líderes feudais e o governo militar (Conf. Aklilu 2002:4). Em Decha,os jovens não mais falam a língua Nayi.

## Fonética
A língua se notabiliza por suas consoantes retroflexas (conf. Aklilu Yilma 1988), uma significante característica compartilhada com a muito relacionada língua sheko e com a vizinha geográfica, mas não tão relacionada, língua bench (conf. Breeze 1988). A língua apresenta 5 sons vogais que podem ser longas ou curtas. Linguístas ainda têm dúvidas sobre a real fonética da vogal curta média central. São três os tons fonéticos (alto, médio, baixo) e algumas consoantes nasais silábica. Há consoantes ejetivas oclusivas e africadas, mas não há implosivas. (Conf. Aklilu 2002:6,7).

## Similares
Nayi, junto com as línguas Dizin e Sheko, faz parte de um pequeno grupo de línguas chamadas "Maji" ou "Dizoid".